# Gisela von Arnim
Pour les articles homonymes, voir Famille Arnim et Arnim (homonymie).
Gisela von Arnim (30 août 1827, Berlin - 4 avril 1889, Florence) est une autrice allemande, ayant écrit principalement des contes merveilleux.

## Biographie
Gisela von Arnim est la fille de Achim von Arnim et Bettina von Arnim.
En 1843, elle participe au Kaffeterkreis, un groupe de femmes se réunissant une fois par semaine pour échanger sur différents sujets de société. Le groupe deviendra par la suite un cercle littéraire. Le Kaffeterkreis se constitue en réaction au Maikäferbund (de) exclusivement réservé aux hommes.
En 1859, elle épouse Herman Grimm.

## Vie de la comtesse Gritta von Rattenzuhausbeiuns
L'œuvre la plus éditée de Gisela von Ranim est Das Leben der Hochgräfin Gritta von Rattenzuhausbeiuns (La vie de la comtesse Gritta von Rattenzuhausbeiuns). Le texte écrit au début des années 1840 et prêt pour l'impression en 1845 n'est pas publié du vivant de l'autrice.
En 1906, l'historien Reinhold Steig (de) en retrouve une copie à la Bibliothèque d'État de Berlin. Le chercheur s'entretient avec le beau-frère d'Angela, Auguste Grimm, qui lui confie que si le premier jet du roman est l’œuvre d'Angela, elle en a ensuite confié la rédaction à sa mère Bettina, ce qui semble confirmé par la présence de notes écrites de la main de celle-ci sur cette copie.
Une vingtaine d'années plus tard, les notes de Steig contribueront à ce que le redécouvreur du manuscrit, Otto Mallon, attribue la maternité du texte à Bettina von Arnim. Bien que la copie connue jusqu'ici soit incomplète (la dernière page comporte un mot manuscrit qui annonce la poursuite du texte), une première édition sort en 1925.
Il faudra attendre 1986 pour que la fin du texte soit découverte dans les archives de la Hesse à Marbourg. Lorsque la chercheuse Shawn Jarvis trouve ce texte, il s'accompagne d'une proposition de couverture, attribuant l’œuvre à Marilla Fitchersvogel, un nom de plume de Gisela. Cette maternité est corroborée par la découverte par Jarvis d'une version antérieure du conte, entièrement écrite par Gisela et dont la proximité avec le texte final permet d'attribuer les deux contes à Gisela.